# Bouriège
Bouriège – miejscowość i gmina we Francji, w regionie Oksytania, w departamencie Aude.
Według danych na rok 1990 gminę zamieszkiwało 136 osób, a gęstość zaludnienia wynosiła 13 osób/km² (wśród 1545 gmin Langwedocji-Roussillon Bouriège plasuje się na 767. miejscu pod względem liczby ludności, natomiast pod względem powierzchni na miejscu 728.).